# Butove, Starobilsk
Butove (în ucraineană Бутове) este localitatea de reședință a comunei Butove din raionul Starobilsk, regiunea Luhansk, Ucraina.

## Demografie
Componența lingvistică a localității Butove
     Ucraineană (88,39%)
     Rusă (11,31%)
     Alte limbi (0,3%)
Conform recensământului din 2001, majoritatea populației localității Butove era vorbitoare de ucraineană (88,39%), existând în minoritate și vorbitori de rusă (11,31%).